# Mesoleius submarginatus
Mesoleius submarginatus är en stekelart som först beskrevs av Cresson 1864.  Mesoleius submarginatus ingår i släktet Mesoleius och familjen brokparasitsteklar. Inga underarter finns listade i Catalogue of Life.